# Unia (producent maszyn rolniczych)

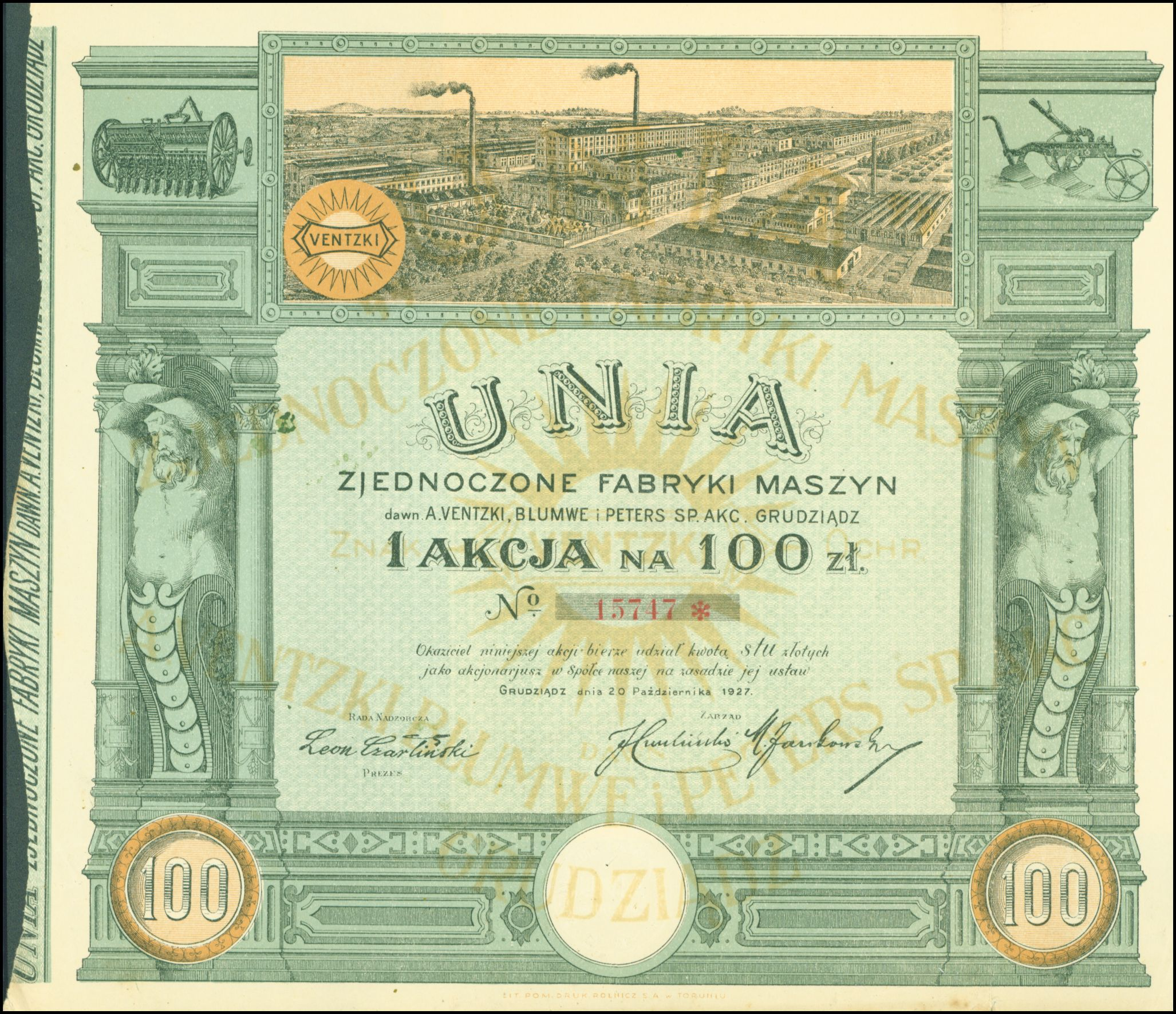
Akcja spółki o wartości nominalnej 100 zł z października 1927 r

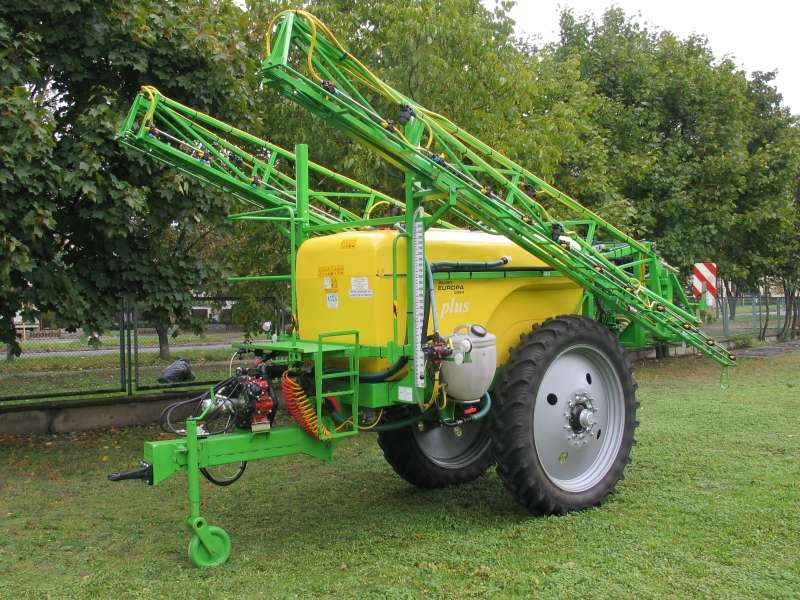
Opryskiwacz Pilmet Europa 2500

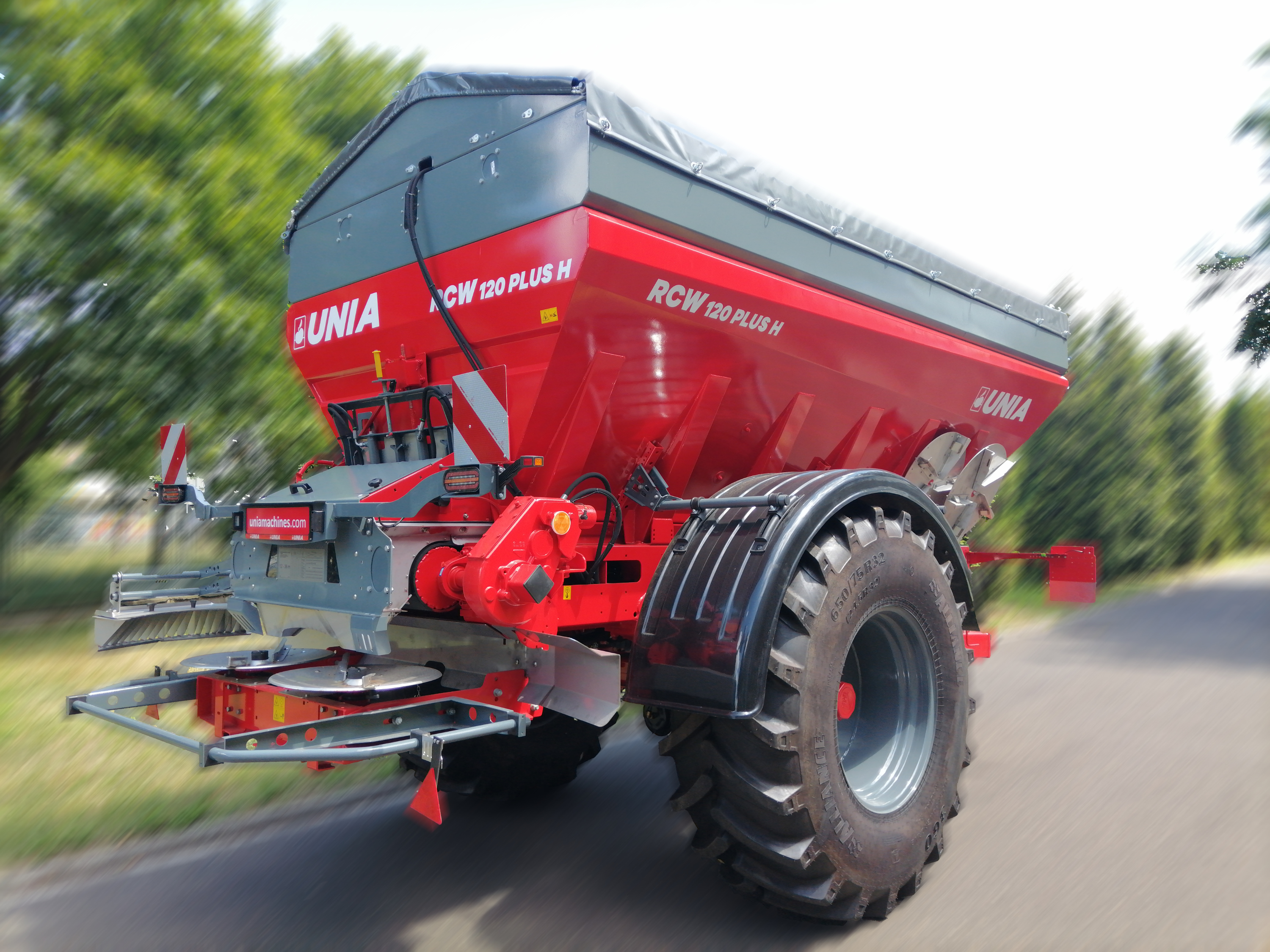
Nowa linia [Rozsiewaczy RCW] charakteryzuje się zmienioną stylistyką, wzmocnioną konstrukcją ramy oraz skrzynią nawozową zmodyfikowaną w taki sposób, aby materiał sprawniej osypywał się na przenośnik podłogowy.

Unia Sp. z o.o. – polski producent maszyn rolniczych z siedzibą w Grudziądzu. 

## Historia

### Kalendarium
- 1882 –  inż. August Ventzki założył niewielką fabrykę maszyn rolniczych w Grudziądzu[2]
- 1920 - fabryka znajdowała się na terenach odrodzonej Polski i funkcjonowała pod nazwą Pomorska Fabryka Maszyn[3]
- 1921 – po połączeniu trzech fabryk w Grudziądzu, Chełmnie i Bydgoszczy powstaje „Unia” Zjednoczone Fabryki Maszyn[2]
- 30 października 1937 r. - powstała Fabryka Maszyn i Narzędzi Rolniczych  „Unia” S.A. w Grudziądzu, Oddział w Kunowie w ramach Centralnego Okręgu Przemysłowego na zakupionych 10 września od władz miasta Kunów trenach inwestycyjnych[4]
- 1948 - upaństwowienie przedsiębiorstwa, które od tej pory funkcjonowała pod nazwą Fabryka Narzędzi Rolniczych „Unia”[3]
- 1973 – fabryka stała się przedsiębiorstwem wielozakładowym pod nazwą: „Agromet - Unia” Fabryka Maszyn Rolniczych w Grudziądzu[5][2]
- 1 grudnia 1981 - "Agromet - Unia" przejęła obiekty od ZRM PM "Metalowiec" w Bydgoszczy Zakład w Grudziądzkiej dzielnicy Mniszek, której część stanowi dzisiejszą "Unię"[6]
- 1983 - rozpoczęła się rozbudowa tego zakładu mającego produkować glebogryzarki oraz części zamienne do agregatów uprawowych[6]. W latach 80. rozpoczęły się kłopoty finansowe związane właśnie z kontynuacją dużej inwestycji fabryki w Mniszku.
- 1 stycznia 1989 roku decyzją Ministra Przemysłu od Agrometu-Unia został odłączony Zakład w Gidlach (była Fabryka Pługów i Narzędzi rolniczych „Sucheni"). Utworzył on samodzielne przedsiębiorstwo Gidelska Fabryka Urządzeń Technicznych wytwarzająca zastawki i drobne detale dla górnictwa[7]
- 1995 – prywatyzacja „Agrometu - Unia” Fabryka Maszyn Rolniczych w Grudziądzu[8]
- 2002 – przejęcie Rolmaszu – Kraj Kutno – producenta siewników[8][5]
- 2004 – przejęcie Agrometu Brzeg – producenta rozsiewaczy i maszyn do uprawy ziemniaków[8][5]
- 2005 – przejęcie technologii maszyn ziemniaczanych FMR Pionier Strzelce Opolskie powstałej w 1946 roku i zlikwidowanej w 1997 roku[9][8]
- 2006 
  - przejęcie Pilmetu Wrocław – producenta opryskiwaczy[8][5]
  - przejęcie Famarolu Słupsk – producenta maszyny technologii zielonkowej[8]
- 2007 – zakupienie licencji pras zwijających Deutz-Fahr[8]
- 30 listopada 2012 – przejęcie francuskiego producenta maszyn rolniczych AGRISEM International z siedzibą w Ligné we Francji[10][11]
- 2016
  - zamknięcie Kraj Sp. z o.o. w Kutnie, przeniesienie produkcji do pozostałych fabryk
  - przejęcie Unia Araj Realizacje Sp. z o.o. w Kątach Wrocławskich
- 2019 – konsolidacja wszystkich spółek zależnych w jedną całość jako Unia Sp. z o.o.[12]
- 28 lutego 2023 – Fuzja UNIA Sp. z o.o. z Grupą Kapitałową "Chemirol"[13][14]

## Struktura grupy kapitałowej Unia
W ramach Grupy Kapitałowej Unia skupione są cztery fabryki:
- Unia Sp. z o.o. w Grudziądzu,
- Unia Sp. z o.o. Zakład w Brzegu,
- UNIA Sp. z o.o. Zakład w Słupsku[3],
- Unia Sp. z o.o. w  Kątach Wrocławskich.